# Estatuto del trabajo autónomo (España)
La Ley 20/2007, de 11 de julio, del Estatuto del trabajo autónomo (BOE nº166, de 12 de julio de 2007) es la norma que regula el trabajo de las personas físicas que realicen de forma habitual, personal, directa, por cuenta propia y fuera del ámbito de dirección y organización de otra persona, una actividad económica o profesional a título lucrativo, den o no ocupación a trabajadores por cuenta ajena.

## Supuestos incluidos
También será de aplicación a los trabajos realizados de forma habitual, por familiares de las personas definidas en el párrafo anterior que no tengan la condición de trabajadores por cuenta ajena.

## Trabajador autónomo económicamente dependiente
Figura introducida para dar cobertura jurídica a la realidad social. La Ley contempla el aspecto de que existen colectivos de autónomos que no desarrollan su actividad con independencia económica del empresario o cliente.
Así se crea el autónomo económicamente dependiente que es aquel en el que el 75% de sus ingresos provienen de un único empresario o cliente.

## Cobertura de la IT
Recoge la obligación de que todos los trabajadores autónomos tengan que optar por la cobertura de la incapacidad temporal, medida que favorece la convergencia con el Régimen General de la Seguridad Social.